# Лютоволк
Лютоволк (англ. Direwolf) — вымышленное животное, которое фигурирует в фантастической саге Джорджа Мартина «Песнь льда и огня» и в телесериале «Игра престолов». Изображено на гербе Старков, верховных лордов северного из Семи королевств. У каждого из шести детей Эддарда Старка был свой лютоволк, связанный с хозяином особыми узами.

## В книгах и сериале
Джордж Мартин описывает лютоволков как волков больших размеров. В Вестеросе эти животные встречались крайне редко, главным образом к северу от Стены. Иногда они могли забредать южнее, но воспринимались всё же как полулегендарные существа. Лютоволк был изображён на гербе Старков, верховных лордов Севера, и считался его тотемным животным. Поэтому, когда Эддард Старк, отец шести детей, нашёл шесть лютоволчат, это было истолковано как знак. Каждый из юных Старков получил своего волчонка, с которым оказался связан прочными узами (все члены семьи имели черты оборотней, хотя не подозревали об этом).
Призрак
После того как Старки забрали пятерых лютоволчат, Джон Сноу нашёл ещё одного, альбиноса, и забрал его себе, назвав Призраком. Вместе с Джоном отправился на Стену, в Ночной Дозор. Именно он привлёк внимание Джона к ожившим трупам, напавшим на Джиора Мормонта. На Кулаке Первых Людей спас жизнь Сэму Тарли во время нападения на Ночной Дозор Белых Ходоков. В замке Крастера попал в руки мятежников, был посажен в клетку и затем освобождён отрядом во главе с Джоном Сноу. После возвращения в Чёрный замок какое-то время содержался в клетке по приказу Аллисера Торна. Участвовал в битве с одичалыми. Защитил Джилли от дозорных, пытавшихся её изнасиловать. На момент окончания седьмого сезона оставался в Винтерфелле. Появился во 2 серии финального сезона во время разговора Джона Сноу и Сэмвелла Тарли.
Лето
Был взят Браном Старком. Всё время находился рядом с Браном после того, как тот упал с башни и стал калекой. Перегрыз горло наёмному убийце, подосланному к бессознательному Брану. После захвата Теоном Грейджоем Винтерфелла сбежал вместе с Ошей, Браном, Риконом, Ходором и Лохматиком. При нападении одичалых Бран вселился в тело Лето и убил нескольких человек. Попал в ловушку мятежников Ночного Дозора вместе с группой Брана, но во время осады замка Джоном Сноу бежал вместе со всей группой. В телесериале погиб, защищая Брана, во время проникновения мертвецов в пещеру Трёхглазого Ворона.
Лохматый Пёсик
Был взят Риконом Старком. Во время захвата Винтерфелла Теоном Грейджоем бежал вместе с группой Брана к Стене. По просьбе Брана отправился вместе с Ошей и Риконом в Последний Очаг. Убит людьми Джона Амбера после того, как тот узнал, что Джон Сноу перевёл через Стену войско одичалых; его голова была представлена в качестве доказательства того, что Рикон взят в плен.
Серый Ветер
Был взят Роббом Старком. Откусил два пальца Большому Джону Амберу, когда тот, споря с Роббом, обнажил меч. Сыграл важную роль в битве в Шепчущем лесу, во время битвы у Окскросса. Позже стали ходить слухи, что Робб Старк натравил на лагерь Ланнистеров целую армию лютоволков. Убит в ходе резни на Красной Свадьбе. В качестве издевательства его голову пришили к мёртвому телу Робба и в таком виде возили труп на лошади вокруг замка.
Нимерия
Была взята Арьей Старк. Названа в честь воинственной королевы ройнаров, которая жила тысячу лет назад. Вместе с Арьей отправилась в Королевскую гавань, к месту службы Неда Старка. Во время ссоры на берегу реки Трезубец защитила Арью от принца Джоффри Баратеона, укусив его за руку, после чего по требованию Арьи нехотя бежала в лес, чтобы избежать казни. В седьмом сезоне Арья на пути в Винтерфелл разжигает костёр, и вскоре её окружает стая волков, в предводителе которых она узнаёт Нимерию. Арья говорит ей, что возвращается домой, и зовёт её с собой, но лютоволчица уходит.
Леди
Была взята Сансой Старк, вместе с которой отправилась в Королевскую гавань. После того как Нимерия напала на Джоффри, защищая свою хозяйку, а затем бежала в леса, Серсея убедила короля убить Леди. Эддард Старк сам исполнил приговор, заявив, что волчица — житель Севера, а значит заслуживает лучшей доли, чем смерть от палача.

## Восприятие
Детёнышей лютоволков в телесериале «Игра престолов» сыграли собаки северной инуитской породы. На них очень похожи щенки хаски, и именно эта порода благодаря сериалу обрела огромную популярность. Актёр Питер Динклэйдж даже обратился к зрителям с просьбой не покупать хаски только из-за их сходства с лютоволками: приюты для животных оказались забиты этими собаками, наскучившими своим хозяевам.
Существует мнение, что лютоволки у Мартина так и не стали значимыми персонажами: это «скорее фоновые элементы детей Старков», не сделавшие значимого вклада в сюжет.